# Marokkanische Billie-Jean-King-Cup-Mannschaft
|                                                  |
| Teilnahmen der Marokkanischen Fed-Cup-Mannschaft |

Die marokkanische Billie-Jean-King-Cup-Mannschaft ist die Tennisnationalmannschaft von Marokko, die im Billie Jean King Cup eingesetzt wird. Der Billie Jean King Cup (bis 1995 Federation Cup, 1996 bis 2020 Fed Cup) ist der wichtigste Wettbewerb für Nationalmannschaften im Damentennis, analog dem Davis Cup bei den Herren.

## Geschichte
1966 nahm Marokko erstmals am Billie Jean King Cup teil. Der bisher größte Erfolg war die Teilnahme an der Gruppe I im Jahr 2000.

## Teamchefs (unvollständig)
- Mehdi Tahiri

## Bekannte Spielerinnen der Mannschaft
- Fatima El Allami